# جولیا جکلین
جولیا جکلین خواننده و ترانه‌سرای استرالیایی اهل منطقه بلو مونتس در نیو ساوت ولز است. سبک موسیقی جکلین به عنوان پاپ مستقل، فولک مستقل و کانتری جایگزین توصیف شده‌است. او سه آلبوم استودیویی به نام‌های اجازه ندهید بچه‌ها برنده شوند (۲۰۱۶)، خرد کردن (۲۰۱۹) و قبل از لذت (۲۰۲۲) منتشر کرده‌است. جکلین همچنین با گروه فرنیتور خیالی اجرا کرده‌است که با آنها اولین تک آهنگ "Fuckin 'n' Rollin" و یک آلبوم با عنوان خود را در سال ۲۰۱۸ منتشر کرد و به دنبال آن تک آهنگ‌های بعدی منتشر شد.
جکلین در کوه‌های بلو، استرالیا بزرگ شد. او با الهام از بریتنی اسپیرز، در سن ۱۰ سالگی، قبل از پیوستن به یک گروه دبیرستانی که کاورهای آوریل لوین و اونسنس را اجرا می‌کرد، درس‌های آواز کلاسیک را گذراند. او سیاست اجتماعی را در دانشگاه سیدنی تحصیل کرد، و پس از فارغ‌التحصیلی در گاراژی در گلب، حومه سیدنی زندگی کرد و در یک کارخانه ساخت اسانس کار کرد.